# Zamek Scherneck
Zamek Scherneck (Schloss Scherneck) – bawarski zamek w Scherneck (w gminie Rehling, w powiecie Aichach-Friedberg), stojący na szczycie góry zamkowej, na skraju doliny Lecha.

## Historia
Pierwszym dokumentem dotyczącym zamku to akt sprzedaży dóbr Rehling i zamku Scherneck z 1322 przez Wilhelma von Rehlingen Heinrichowi von Gumppenberg. Po podziale w 1341 swoich dóbr pomiędzy trzech synów stał się siedzibą jednego z nich. W 1470 roku Hans Ebran von Gumppenberg przekazał dobra Scherneck swojemu bratu Heinrichowi, właścicielowi dóbr Rehling, co spowodowało posiadanie całego Hofmarku Rehling-Scherneck przez jednego właściciela. W XVII wieku dobra Scherneck przechodziły z rąk do rąk, by w końcu, w 1696 r., zostały zakupione przez baronów von Mayer. W 1719 roku został założony browar zamkowy, działający do dziś. W 1822 zamek kupił Friedrich von Tautphaeus, od którego 01 października 1823 odkupił augsburski kupiec i doradca finansowy baron Lorenz von Schaezler. Od tego czasu zamek i dobra Scherneck należą do rodziny Schaezler, a obecny właściciel jest już szóstym pokoleniem.

## Obecnie
Obecnie dobra zamkowe stanowią 145 ha pól uprawnych (m.in.: rzepak, buraki cukrowe), 761 ha lasów oraz stawy rybne w dolinie Lecha. Na zamku działa restauracja, browar, ogródki piwne. Do zamku należy również park linowy i pole nożnego golfu (Fußbalgolf). Od 2005 w czerwcu odbywa się "Historyczny Turniej Rycerski Scherneck".

## Opis
Zamek składa się z trzech skrzydeł, tworzących literę "U". Północne skrzydło stanowi budynek gospodarczy, w którym została zabudowana wieża bramna, pochodząca sprzed 1700 roku, co stanowi ją najstarszą częścią zamku, zakończona wieżyczką. Skrzydło zachodnie stanowi główny budynek mieszkalny (Hauptgebäude), wzniesiony w latach 1844-1845. Budynek jest dwupiętrowy. Nad drugim piętrem, znejduje się poddasze. Od strony dziedzińca nad drzwiami wejściowymi znajduje się żelazny, ręcznie kuty balkon, oparty na czterech kutych kolumnach. Skrzydło południowe stanowi budynek gospodarczy, kościół z 1702 roku i dom zarządcy (Amthaus). W południowej części znajduje się mur z furtką, prowadzącą na taras, z którego rozciąga się widok na dolinę Lecha. Dziedzinie zamkowy, na którym rosną lipy i znajduje się fontanna, jest jednym z większych dziedzińców siedzib średniowiecznych Hofmarków w tym regionie.

## Kaplica zamkowa (Kościół zamkowy) pw. św. Jerzego i św. Macieja
Kościół zamkowy św. Jerzego i św. Macieja - barokowy kościół w kompleksie zamkowym Scherneck. Wspomnienie patrona odbywa się 23 kwietnia (św. Jerzego). W ramach obchodów w tradycji utarła się również procesja z Rehling do Scherneck 25 kwietnia (św. Marka) w celu wspólnego świętowania imienin kościoła. W XVIII wieku odpust odbywał się 3 maja (Znalezienia Krzyża Świętego), z racji wezwania (Św. Krzyża).

### Historia
Stary kościół św. Jerzego i św. Macieja został wzniesiony w 1418 jako kościół zamkowy, podlegającym parafii Rehling. W 1451 została powołana kapelani wojskowa. W 1696 zamek, w tym kościół śś. Jerzego i Macieja został kupiony przez barona Markusa von Mayera, który kazał rozebrać go i zbudować na nowo w barokowym stylu. Kościół został oddany w 1702 roku. W XVIII wieku funkcjonował również pod wezwaniem Św. Krzyża. W 1937 kapelania została zlikwidowana, a kościół stał się zwykłym kościołem filialnym. W 1979 odsłonięto barokowe freski.

### Opis
Kościół śś. Jerzego i Mateusza jest jednonawową, barokową świątynią orientowaną. Zachodnia fasada ozdobiona jest sześcioma pilastrami. Nad drzwiami znajduje się otwór okienny, a nad nim rozeta. Fasada zwieńczona jest frontonem ozdobionym czterema spływami wolutowymi oraz malowidłem przedstawiającym herb rodziny von Schaezler.
Wnętrze świątyni ozdobione jest również pilastrami w porządku kompozytowym. Prezbiterium ozdobione ponadto dwoma freskami autorstwa Ignaza Baldaufa namalowanymi pomiędzy 1760 a 1770 rokiem. Przedstawiają one zdarcie szat z Pana Jezusa oraz zdjęcie z krzyża. Malowidła te przez długi czas były zamalowane i odkryto je podczas renowacji kościoła w 1979 roku. Pomiędzy malowidłami znajduje się ołtarz z grupą ukrzyżowania z lat 1730/1740. Ołtarz nawiązuje do wcześniejszego wezwania kościoła - Św. Krzyża. Tabernakulum ozdobione jest rzeźbą św. Jerzego zabijającego smoka. Przed prezbiterium po obu stronach nawy umieszczone są rzeźby: Najświętszej Maryi Panny, i św. Józefa z Dzieciątkiem, przed którym stoi ambona. Sklepienie ozdobione freskami z motywami akantu, nad ołtarzem promieniujący Chrystogram, następnie data renowacji oraz ośmioramienna gwiazda i najbliżej wejścia krzyż z sercem Pana Jezusa, palmą męczeńską i kotwicą rybaka.